# Associação Atlântico Selvagem
A Associação Atlântico Selvagem com sede em Faro, Portugal, trabalha no ramo da divulgação do conhecimento dos oceanos. Foi criada em 5 de junho de 2000. Uma das áreas que fez exploração ativa foi o Banco de Gorringe (entre 1998 e 2003), um pico submarino aproximadamente a 200 quilômetros do cabo de São Vicente, com participação de pesquisadores do Centro de Ciência do Mar (CCMAR) e da Universidade do Algarve. Também explorou os picos Gettysburg (1998; 2002), Ormonde (1999) e Ampére (2000) e suas descobertas foram expostas em 2004 no Mercado da Ribeira, no Jardim do Coreto , em Tavira. Em 2005, 30 voluntários da associação, do Ipimar, da Escola de Mergulho Hidroespaço, do Refúgio dos Mergulhadores e da Associação Geonauta removeram 200 quilos de entulho da paia de Quarteira, no Algarve.